# Дік Джойс (веслувальник)
Дік Джойс (англ. Dick Joyce, 1 травня 1946) — новозеландський академічний веслувальник.
Олімпійський чемпіон 1968 (розпашні четвірки зі стерновим), 1972 (вісімки) років.
Бронзовий призер Чемпіонату світу 1970 року в складі вісімки.
Чемпіон Європи 1971 року в складі вісімки.